# NGC 6384
NGC 6384 је спирална галаксија у сазвежђу Змијоноша која се налази на NGC листи објеката дубоког неба.
Деклинација објекта је + 7° 3' 39" а ректасцензија 17h 32m 24,2s. Привидна величина (магнитуда) објекта NGC 6384 износи 10,4 а фотографска магнитуда 11,2. Налази се на удаљености од 25,432 милиона парсека од Сунца. NGC 6384 је још познат и под ознакама UGC 10891, MCG 1-45-1, CGCG 55-7, IRAS 17299+0705, PGC 60459.